# LeCroy

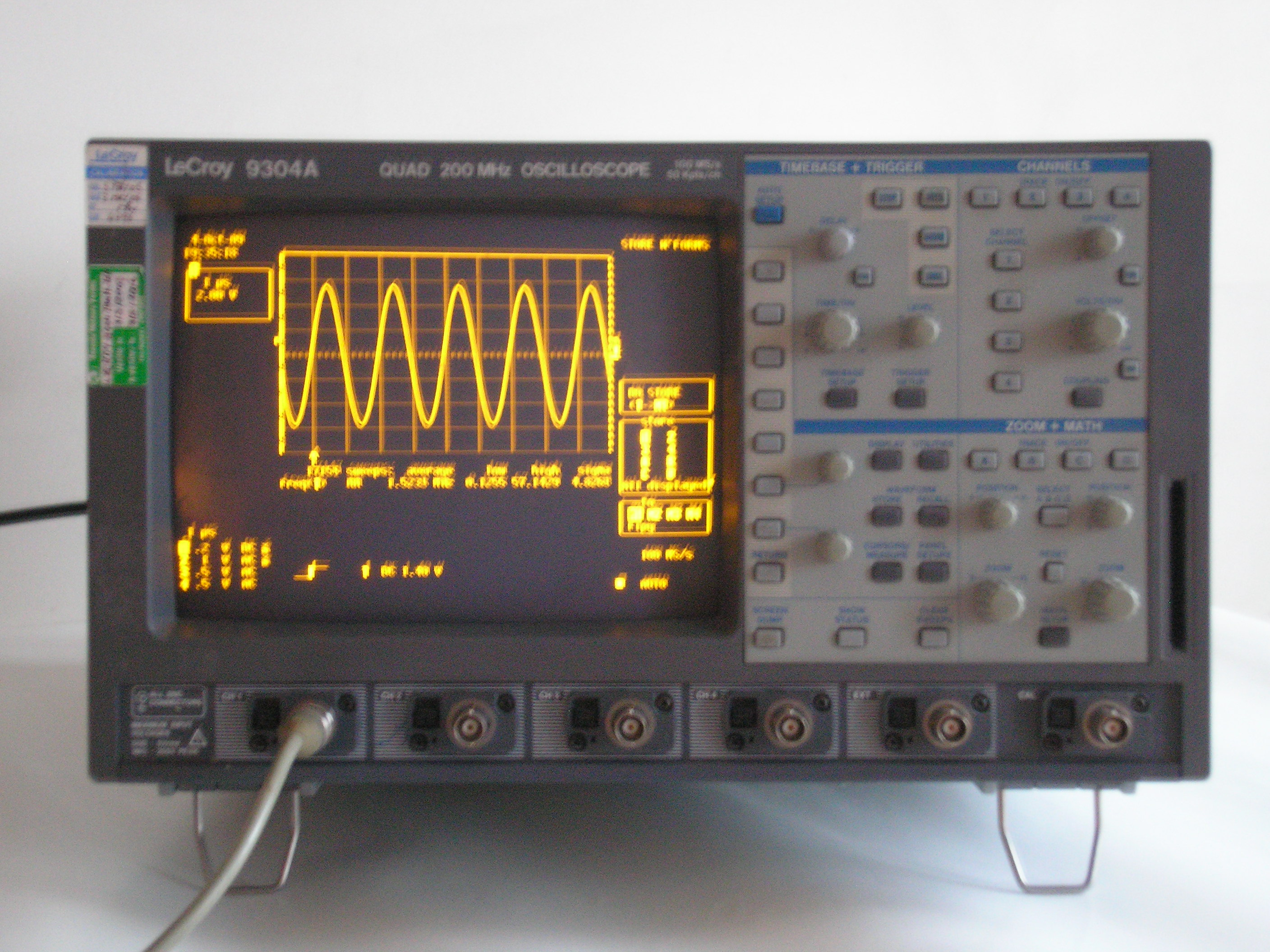
LeCroy 9304A示波器

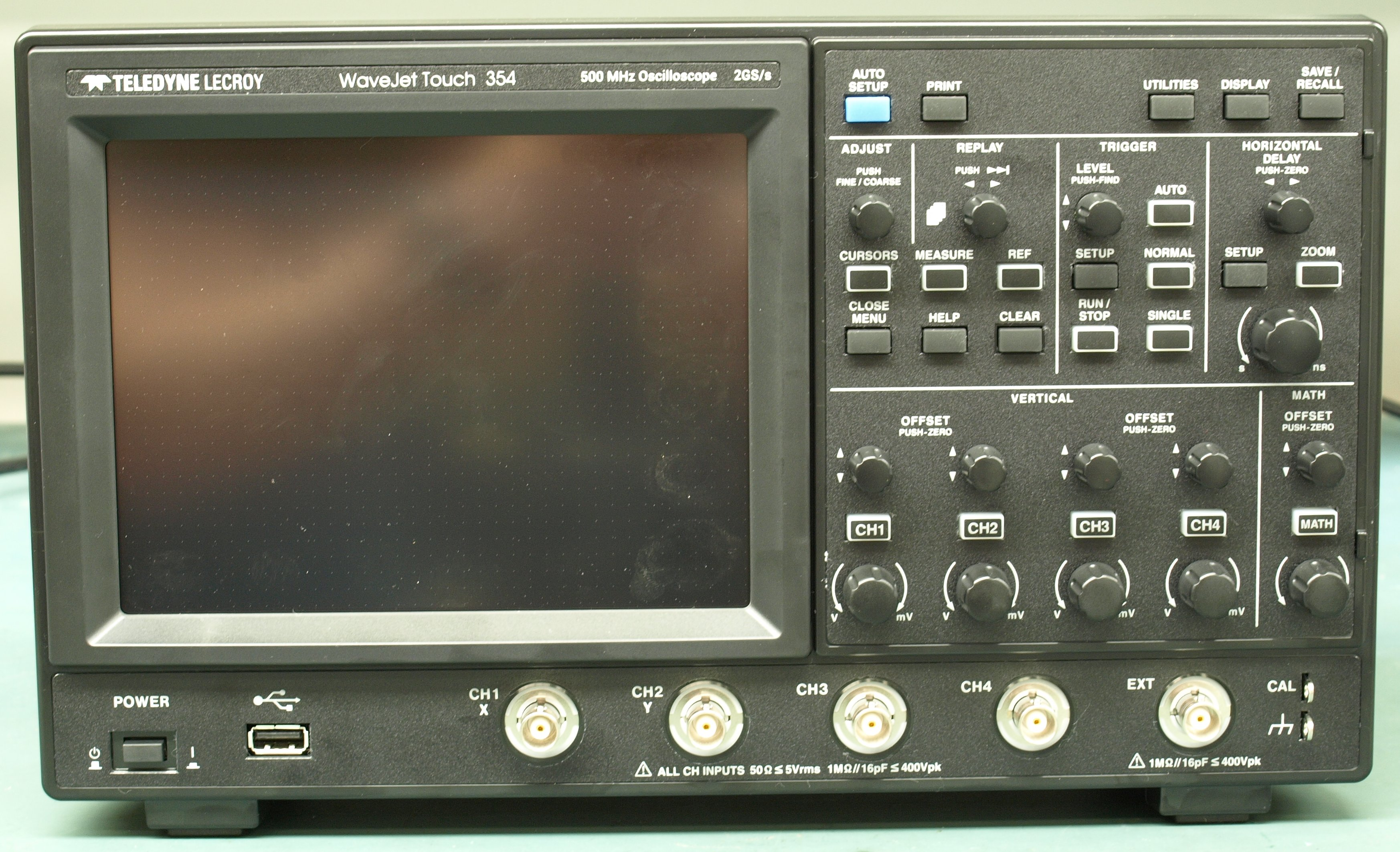
LeCroy Wavejet Touch 354示波器

LeCroy公司（LeCroy Corporation）是美國製造示波器、協定分析儀及其他設備的廠商。現在LeCroy公司是泰莱达科技（Teledyne Technologies）的一家子公司。

## 歷史
LeCroy公司是在1964年（當時的名稱是LeCroy Research Systems）由Walter Lecroy創立。
LeCroy公司一開始是私人公司，後來在1995年公開發行股票。
LeCroy公司在2004年9月購買了競爭公司Computer Access Technology Corporation（CATC）。
泰莱达科技在2012年5月29日宣布，LeCroy公司合併到泰莱达科技中，Teledyne LeCroy為其子公司。 
Teledyne LeCroy在2016年4月7日宣佈，他們已併購Frontline Test Equipment，是無線通訊協定分析測試工具的供應商。
Teledyne LeCroy在2016年4月13日宣佈，已簽訂收購Quantum Data的協議，這是影像測試工具，信號產生器以及通訊協定分析儀的供應商。